# Inka-Gabriela Schmidt

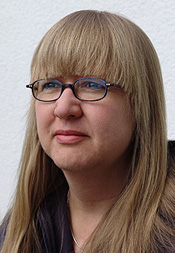
Inka-Gabriela Schmidt, 2006

Inka-Gabriela Schmidt (geborene Räbiger, * 15. Oktober 1959 in Hannover) ist eine deutsche Fachbuch- und Roman-Schriftstellerin. Ihre Romane sind in den Genres Fantasy, Liebesroman und Mystery-Thriller angesiedelt und spielen durchwegs in unserer Zeit.

## Leben
Inka-Gabriela Schmidt wuchs als zweites Kind von Fritz Räbiger und seiner Frau Gertrud (geb. Lindemann) in München auf. 1980 bestand sie am dortigen Elsa-Brandström-Gymnasium das Abitur, 1984 schloss sie an der FH München das Studium Kommunikationsdesign ab (Dipl. FH). Die Autorin ist seit 1985 mit Winfried Schmidt verheiratet. Sie ist die Nichte des Berliner Feuerwerkers Gerhard Räbiger.

## Beruf und Fachveröffentlichungen
Schmidt ist Dozentin für Desktop-Publishing, Ausbilderin an der privaten Berufsfachschule für Mediengestalter Digital und Print in München, die unter dem Dach der Macromedia Akademie zur Macromedia GmbH gehört. 
Außerdem ist Schmidt Prüferin für Medienberufe der IHK für München und Oberbayern. Gemeinsam mit ihrem Mann verfasste sie Artikel für die Computerzeitschrift Macwelt. 
Schmidt übersetzte und aktualisierte für den Verlag Hermann Schmidt das Fachbuch Printproduktion Well Done. 2009 erschien im gleichen Verlag der Spickzettel, Prüfungswissen für Mediengestalter digital und print, eine Box mit 660 Lernkarten, die Schmidt gemeinsam mit ihren Kollegen Herwig Horn und Henrik Wolf verfasste.

## Belletristik
Mit Kristallsee, einem Mystery-Thriller, erschien ihr erster Roman bei einem Verlag. Das Buch handelt von einem Katharer-Schatz, der in einem Höhlensee in den Pyrenäen versteckt ist, sowie von der Idee, Kristalle als holografische Datenspeicher für menschliche Erinnerungen zu nutzen.
Schmidt gehört der Autoren-Vereinigung Ladys Lit an und beteiligte sich mit jeweils einer Kurzgeschichte an zwei Anthologien der Vereinigung.
Mit Elfenkind startete sie eine Reihe im Genre Fantasy-Romance. Neben Liebesgeschichten um verschiedene paranormale Wesen liegt der Schwerpunkt der Serie in einer Prophezeiung vom Untergang der Welt und der Suche nach fünf Rettern, die dies verhindern sollen. Der erste Band erschien im März 2011, der zweite unter dem Titel Valentine im Februar 2012.
Einen neuen Weg beschreitet Schmidt mit Engelsleid. Der Roman handelt von Laura, die eine Nephilim ist, die Tochter von Azaradeel, einem gefallenen Engel. Unwissend über ihre Abstammung  verliebt sie sich in einen Dämon, nicht ahnend, dass dieser seinesgleichen mit der Opferung ihres Blutes auf einem Altar im heiligen Skulpturenwald von Bomarzo befreien will.
Mit Parallelflucht ist Schmidt eine spannende Kombination aus Urban-Fantasy und Fantasy-Romance gelungen. 

## Veröffentlichungen

### Romane
- Quentin Tolle und das Zauberschwert. Selbstverlag, 2006, ISBN 978-3-000192531
- Kristallsee. Sieben-Verlag, 2008, ISBN 978-3-940235-25-1
- Elfenkind. Ubooks-Verlag, 2011, ISBN 978-3-86608-127-7
- Valentine. Oldigor-Verlag, 2012, ISBN 978-3-98147-643-9; nach Schließung des Oldigor-Verlages Neu-Veröffentlichung bei BoD 2016, ISBN 978-3-73924-322-1
- Engelsleid. Oldigor-Verlag, 2012, ISBN 978-3-94369-716-2; nach Schließung des Oldigor-Verlages Neu-Veröffentlichung Nov. 2016
- Parallelflucht. BoD, 2016, ISBN 978-3-7392-2936-2

### Kurzgeschichten
- Elfenstaub. In: Elke Meyer (Hrsg.): Dezembergeflüster. Märchenhafte und fantastische Geschichten zur Weihnachtszeit. Edition Ladys Lit. Aaronis-Collection, Aspach 2009, ISBN 978-3-936524-07-9
- Mordgier. In: Elke Meyer (Hrsg.): Blutsommer. Krimi-Anthologie. Edition Ladys Lit. Aaronis-Collection, Aspach 2010, ISBN 978-3-936524-17-8
- Liebe in alle Ewigkeit. In: Heiße Tage – heiße Nächte. Erotische Kurzgeschichten verschiedener Autorinnen. Elysion-Books Verlag 2016, ISBN 978-3-96000-024-2